# Plagiopyxidae
Famille
Les Plagiopyxidae sont une famille d'amibes de l'Ordre des Arcellinidés (classe des Tubulinés).

## Étymologie
Le nom de la famille vient du genre type Plagiopyxis, dérivé du grec πλάγιος / plágios, « oblique ; de travers », et πυξις / pyxis, « boite ».

## Description
L'espèce type Plagiopyxis callida a une coquille circulaire en vue ventrale, plus ou moins hémisphérique en vue latérale. L'ouverture est une fente subterminale allongée ; une lèvre ventrale plonge profondément à l'intérieur de la coquille. La surface de la coquille est couverte de particules minérales. Les pseudopodes sont nombreux, rayonnants, courts, pointus ou palmés. Le noyau est vésiculaire.
Cette amibe mesure entre 55 et 138 µm de diamètre, mais plus généralement entre 90 et 110 µm.

## Habitat
Plagiopyxis callida vit dans le sol et dans les mousses xérophiles (c'est-à-dire les milieux très pauvres en eau).

## Liste des genres
Selon IRMNG (11 janvier 2025) :
- Bullinularia Deflandre in Grassé, 1953
- Geoplagiopyxis Chardez, 1961
  - Espèce type : Geoplagiopyxis declivis Chardez, 1961
- Hoogenraadia Gauthier-Lièvre & Thomas, 1958
- Paracentropyxis Bonnet, 1960
- Plagiopyxis Pénard, 1910 genre type
  - Espèce type : Plagiopyxis callida Penard, 1910
- Planhoogenraadia Bonnet, 1977
- Protoplagiopyxis Bonnet, 1962

## Systématique
Le nom valide de ce taxon est Plagiopyxidae  Bonnet (d) & Thomas (d), 1960,.

## Publication originale
- Louis Bonnet et Raymond Thomas, « Thécamoebiens du sol », Vie et Milieu, vol. 11, no 4,‎ 1960, p. 1-109 (ISSN 0240-8759 et 2402-6689, lire en ligne).